# Martha Waijop

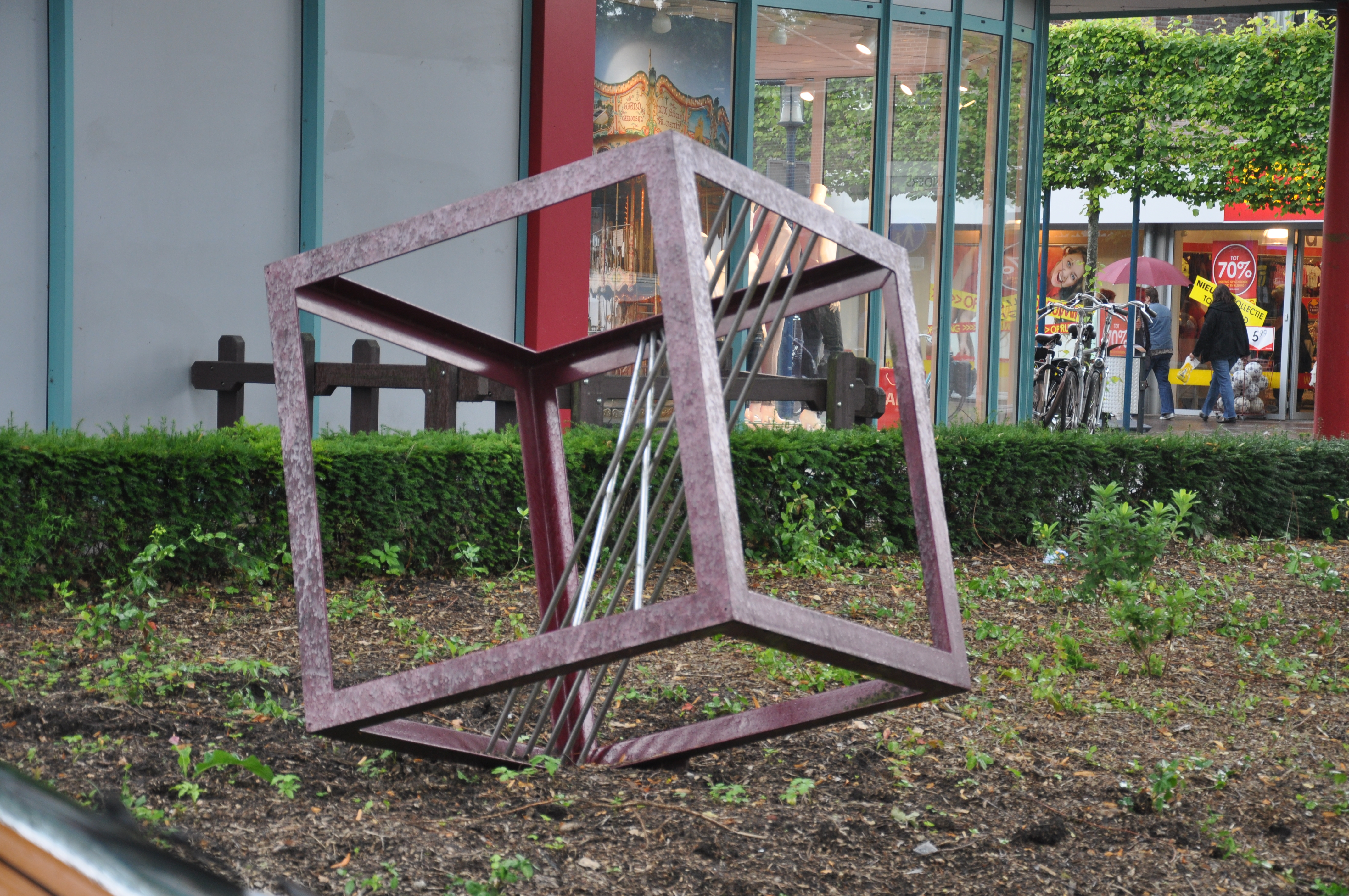
Kubussen te Epe

Martha Waijop ( Edam, 1945 ) is een Nederlands beeldhouwster en schilderes.

## Leven en werk
Waijop werd in 1945 in Edam geboren. Ze werd opgeleid aan de Vrije Academie in Den Haag. Ze was als beeldend kunstenaar werkzaam in Deventer en vestigde zich daarna met haar atelier in Beekbergen. Zij werkt als beeldhouwster en schilderes in opdracht en maakt daarnaast ook vrij werk. Zij streeft ernaar dat haar sculpturen van alle zijden af interessant zijn om te bekijken. Het onderwerp bestaat vaak uit geabstraheerde mensenfiguren. De werken in opdracht zijn over het algemeen groot van formaat. Ze werkt voornamelijk met natuursteen, brons en staal en combinaties ervan. Haar werk wordt geëxposeerd in binnen- en buitenland. In 2012 in België en in Italië. In het verleden onder andere ook in Houston, Miami en Melbourne.

## Werk in de openbare ruimte in Nederland, een selectie
- Samen - Gelre ziekenhuis - Apeldoorn.
- Kubussen - Epe
- Het Vlakke Land - Biddinghuizen 2004
- Rendez-vous - Dalfsen 2001
- Demeter - Erica 1994
- Thalassa - Huizen 1999
- Hommage aan Weleer - Elburg

Het beeld Two Hold dat door haar is gemaakt en in 1998 in Zutphen werd geplaatst werd in 2009 gestolen.